# Andreas Martin (Schnitzer)
Andreas Martin (* 1956 in Olbernhau) ist ein deutscher Kettensägenschnitzer, er errang im Jahre 2007 den Europameistertitel.

## Leben
Martin begann im vierten Schuljahr mit dem Schnitzen. Nach der Schulzeit begann er eine Ausbildung zum Forstfacharbeiter und nach der Ableistung des Wehrdienstes studierte er Forstwirtschaft. Er war seit 1981 als Revierförster tätig und betreute bis 2010 das Forstrevier Mulda. Mit Beginn des Jahres 2011 schied er aus dem staatlichen Forstdienst aus.
Im Jahre 1998 begann Martin, der bis dahin in seiner Freizeit das traditionelle Schnitzhandwerk betrieben hatte, mit dem Schnitzen mittels Kettensäge. Im Jahre 2003 beteiligte er sich erstmals an nationalen Wettbewerben im Kettensägenschnitzen und nahm in den Folgejahren an internationalen Veranstaltungen in Japan, Australien, Brasilien, England, Österreich und den USA teil. 
Er trat in Stefan Raabs Fernsehshow TV total auf, sägte für De Randfichten einen Holzmichl und für Bruno Banani das Herrenmodel Wilhelm II.
Aus einer 1996 errichteten und drei Jahre später in den Forst bei Dorfchemnitz umgesetzten Blockhütte entstand 2001 nach der MDR-Sendung „Unterwegs in Sachsen“, die den Sauensäger vorstellte, das Konzept der Walderlebnishütte Blockhausen.
2007 gewann Martin in Manchester mit einer aus einem Baumstamm geschnitzten Rotte von 20 Sauen den ersten Platz bei den English Open und wurde damit auch Gewinner der European Open der Kettensägenschnitzer, nachdem er zuvor in Bispingen bei den German Open mit seinem Kunstwerk „Hermann Löns“ den dritten Platz erzielt hatte.